# A.B. Reck
Anders Borch Reck (1. september 1850 i Sakskøbing – 19. oktober 1927) var en dansk officer, ingeniør og erhvervsmand, grundlægger af Reck's Opvarmings Comp.
Han blev født i Sakskøbing, hvor hans fader, Christian Frederik David Reck, var distriktslæge. Moderen var Jacobine f. Kornerup. Han blev student fra Roskilde Katedralskole 1868 og tog året efter filosofikum, men slog derpå ind på den militære vej. 1871 blev han sekondløjtnant i Fodfolket og 1874 premierløjtnant i Ingeniørkorpset. Hans interesse blev imidlertid nu fanget af varme- og ventilationsstudier, for hvis skyld han foretog forskellige rejser til Frankrig, Tyskland og Sverige. 1878 trådte han uden for nummer i Ingeniørkorpset og blev nu praktisk opvarmnings- og ventilationsingeniør.
I Den tekniske Forenings Tidsskrift (I, 1877-78) offentliggjorde han en længere artikel: Hvorledes skulle vi bedst ventilere og opvarme vore Skoler, Fængsler og lign. Bygninger? Den således begyndte virksomhed blev hurtig af betydning, hvorfor han 1882 tog sin afsked fra militæretaten, til hvilken han endnu kun knyttedes ved 1885 at blive udnævnt til kaptajn i Ingeniørkorpsets forstærkning. De af ham konstruerede ovne blev belønnede på flere udstillinger i ind- og udland, således med guldmedalje på en international hygiejnisk udstilling i London 1884, og en af hans sidste, særligt brændselsbesparende ovne er en efter Dansk Skovforenings opfordring konstrueret magasinovn med spalteildsted for brænde, tørv og lignende letflammende brændsel.
Særlig må det nævnes, at han har udført en række varme- og ventilationsanlæg i offentlige bygninger, fx Rigsdagsbygningen, Udstillingsbygningen ved Charlottenborg, Frederiksborg Slot, Marmorkirken osv., hvortil endnu kommer en række forbedrede desinfektionsanlæg, til hvilke Justitsministeriet gav impulsen ved i 1884 at sende ham til Tyskland for at studere desinfektion. Den af ham grundlagte virksomhed omdannedes 1898 til et aktieselskab, Recks Opvarmningskompagni, for hvilket han var direktør.
Han døde 1927. Han er gengivet på gruppeportrættet Industriens mænd af P.S. Krøyer.
26. april 1878 ægtede han Marie Johanne Jakobine Quist (6. december 1854 - ?), datter af proprietær Peter Martin Quist og Sophie Augusta Dorthea født Kornerup.